# Orquesta Sinfónica de Algeciras
La Orquesta Sinfónica de Algeciras “Amigos de la Música” (con abreviatura OSAAM) es una joven formación musical española con sede en la ciudad de Algeciras, en la provincia de Cádiz. Su director fundador es D. Juan Carlos Ocaña Muñoz.

## Historia
Fue fundada a mediados 2007 como idea e iniciativa de su actual director titular y de un joven grupo de músicos de la ciudad para llevar a cabo la creación de una orquesta sinfónica, dada la escasez de dichas formaciones musicales en la zona del Campo de Gibraltar. Originariamente, y debido al pequeño número de músicos con los que contaba por entonces, se decidió denominarla Orquesta de Cámara “Amigos de la Música” - Sociedad Casino de Algeciras, institución que fue su sede inicial durante sus primeros cinco meses de existencia. Su presentación tuvo lugar el 4 de enero de 2008, durante un concierto denominado “Concierto de Reyes” que se celebró en el salón principal de la entidad.
A raíz de este proyecto, surgió la Asociación Cultural “Amigos de la Música” de Algeciras, bajo la que se acoge la Orquesta, y que está compuesta por los músicos, sus padres y madres, su director y otros socios que apoyan sus iniciativas.
A principios de ese mismo año y por cortesía del Ayuntamiento de Algeciras, la orquesta se trasladó a la por entonces Fundación Municipal de Cultura José Luis Cano (actual Delegación de Cultura Ayuntamiento de Algeciras), donde estableció su sede administrativa y de ensayos. Debido a este cambio y al aumento masivo del número de sus integrantes, la formación pasó a adquirir su vigente denominación, Orquesta Sinfónica de Algeciras “Amigos de la Música”.
A lo largo de sus primeros cinco años de carrera musical, la OSAAM ha cosechado diversos éxitos:
- los ciclos de conciertos denominados "Navidad en la Bahía" celebrados en diferentes municipios gaditanos y Gibraltar, cuya finalidad consistía en estrechar lazos musicales entre ambas orillas de la bahía de Algeciras
- intervenciones en pregones previos a la Semana Santa campogibraltareña (entre ellos, el primer Pregón Universitario de Algeciras organizado por la Universidad de Cádiz) y diversos actos oficiales del Ayuntamiento de Algeciras, como la celebración del Día de Europa
- grabación de las bandas sonoras de los cortometrajes "A las nueve menos cuarto" del periodista algecireño José Marín y "La Buena Educación" del cineasta linense Sergio Postigo, cuyas piezas musicales fueron compuestas por su director titular, Juan Carlos Ocaña
- grabación del himno oficial del Algeciras Club de Fútbol con motivo del primer centenario de la fundación del equipo en 1912
- grabación musical del spot navideño de 2011 "Nuestra Navidad" de la televisión autonómica de Andalucía Canal Sur TV, cuyo arreglo y orquestación fueron realizados por su director titular, Juan Carlos Ocaña
- recibimiento del IV Galardón "Blas Infante" del Centro Andaluz de Algeciras, el 4 de diciembre de 2011, durante un acto conmemorativo del Día de la Patria Andaluza y que fue otorgado a la orquesta por su labor formacional con los jóvenes y la dedicación de los padres y del resto de personas vinculadas e involucradas en ella
- celebración de los espectáculos musicales y teatrales "Música en las Murallas", el 24 de septiembre de 2011, y "Algeciras por la Constitución de 1812", el 22 de septiembre de 2012, que tuvieron lugar en el recinto arqueológico de las Murallas Medievales de la ciudad de Algeciras; ambos conciertos supusieron un hito en la historia de la ciudad, ya que es la primera vez que este lugar ha sido escenario de dos actos culturales desde el hallazgo de los restos arqueológicos a finales de los años noventa, afianzándolo así como espacio teatral y musical. En agosto del 2014, la Orquesta Sinfónica fue la primera orquesta en realizar un concierto en el teatro romano de Baelo Claudia (Restos de la ciudad romana en Tarifa)

## Componentes
Está formada por músicos veteranos y por estudiantes del Conservatorio Profesional de Música Paco de Lucía de Algeciras, de la escuela municipal de música y demás academias de la ciudad. Del mismo modo, cuenta con la colaboración de músicos procedentes de Gibraltar, fruto de un convenio establecido durante un concierto celebrado en Algeciras el 13 de diciembre de 2008, denominado “Navidad en la Bahía”, cuyo propósito es la fusión musical entre músicos de ambos lugares. 
La Asociación Cultural “Amigos de la Música” de Algeciras, gestora de la Orquesta Sinfónica, se constituyó a principios de 2008 y cuenta con un sencillo organigrama conformado por una junta directiva; ésta se compone de un presidente, un vicepresidente, un secretario, un tesorero, un asesor técnico y vocales.
Actualmente la orquesta tiene su sede y lugar de ensayo en el edificio Cubo de la Música de Algeciras en C/ Juan de la Cierva S/N donde ensayan los sábados de 10:00 a 14:30 h.

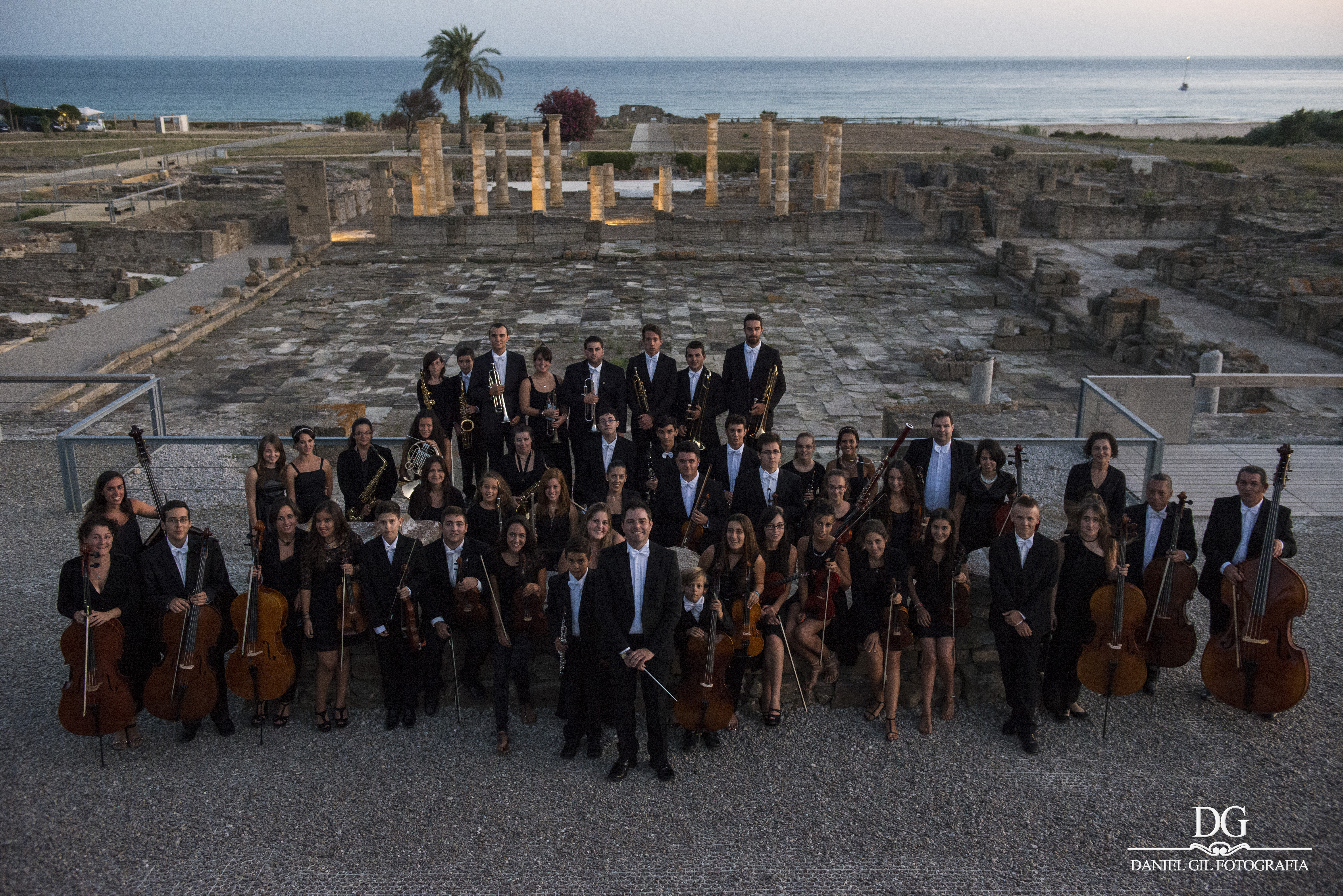
Orquesta Sinfónica de Algeciras
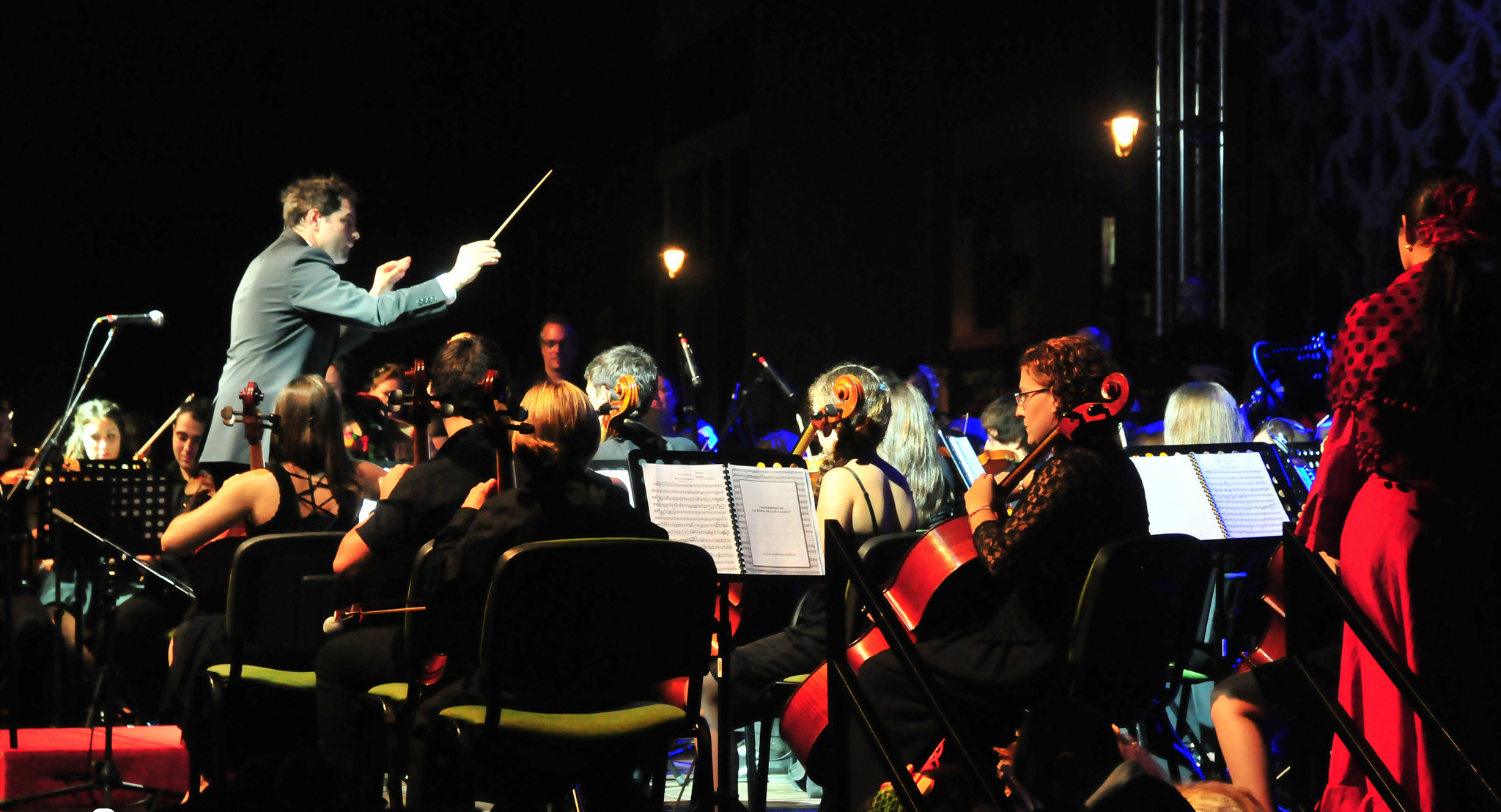
concierto 2012 en las murallas
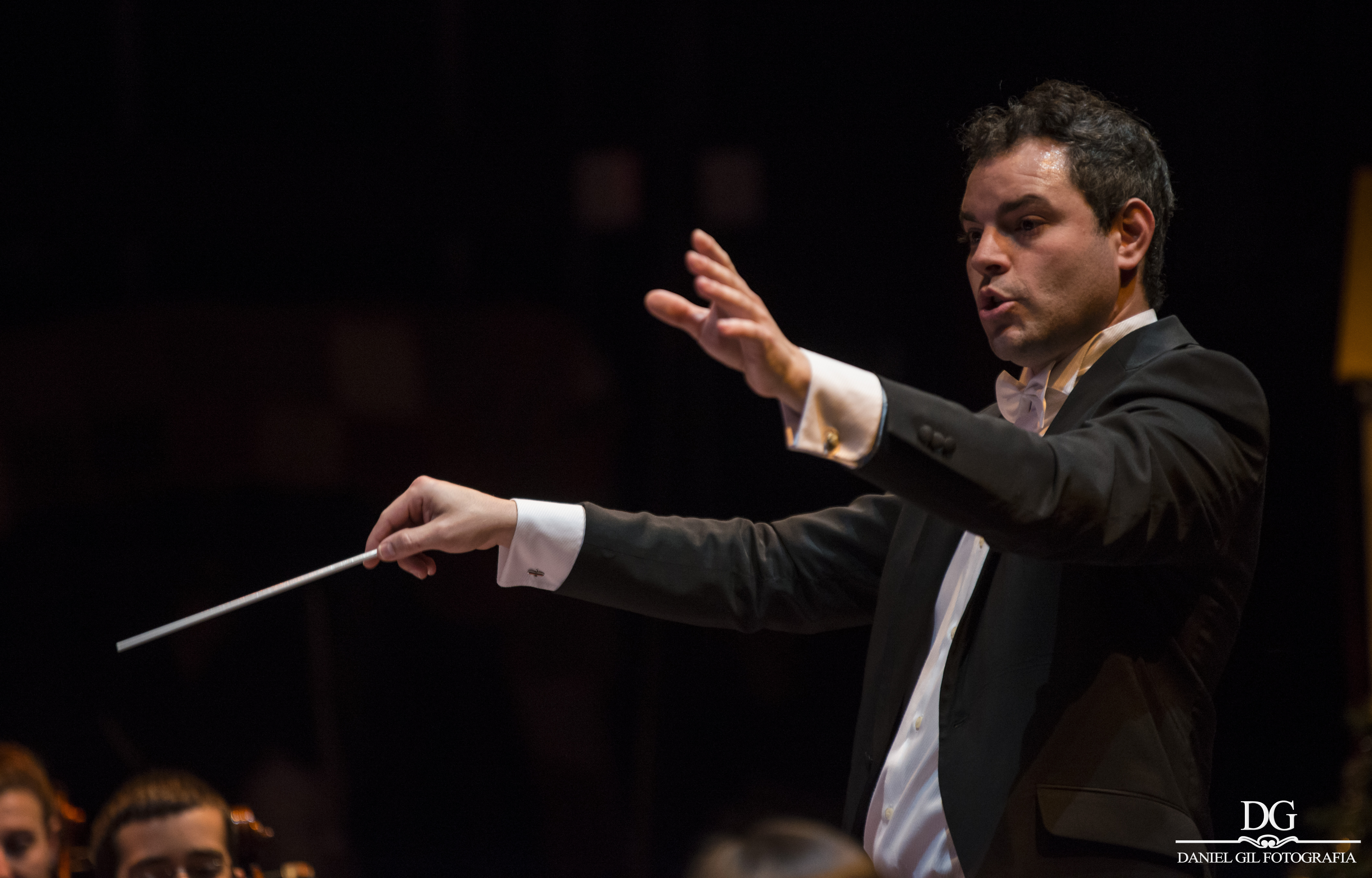
Director D. Juan Carlos Ocaña Muñoz
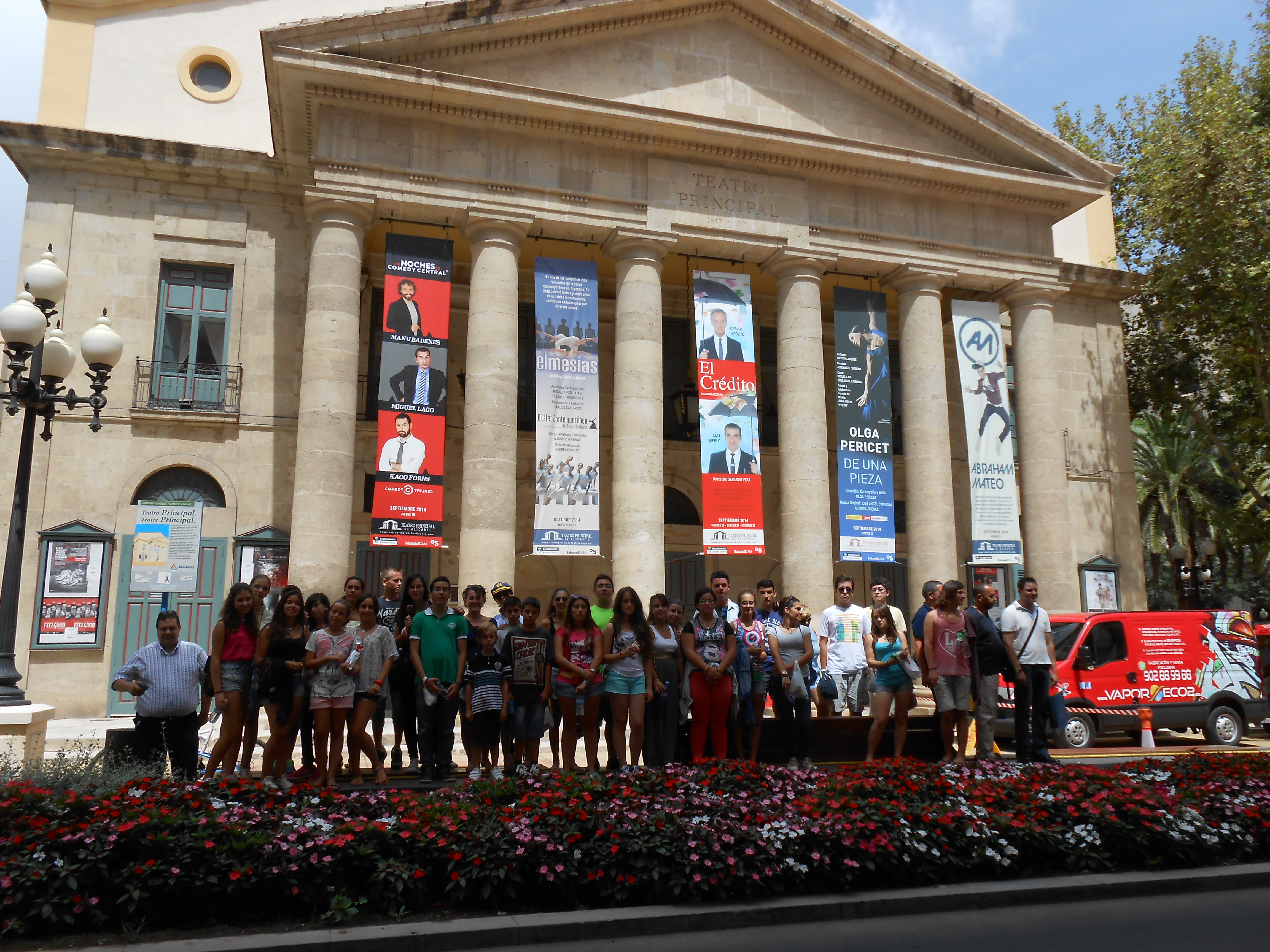
Gira de conciertos por la comunidad valenciana Teatro de Alicante